# Josep Maria Jordan i Casaseca
Josep Maria Jordan i Casaseca (Barcelona, 8 d'abril de 1911 - 22 de juny 2006) fou un arquitecte català i cap de Bombers de Barcelona (1962 - 1981).

## Biografia
Fill del també cap de Bombers de Barcelona Josep Maria Jordan i Poyatos, va viure des de petit amb la seva família a l'habitatge que tenien dins del parc de bombers de l'Eixample. Estudià arquitectura a Barcelona, titulant-se el 1940. El 1948 ingressà a Bombers de Barcelona com a oficial subaltern, el 1956 fou nomenat sots-cap, el 1961 cap director accidental, amb la jubilació de Josep Sabadell i Mercadé, i l'11 de juliol de 1962, després de superar el concurs reglamentari, fou nomenat cap director del Cos.
Intervingué en nombrosos incendis i serveis, entre ells l'incendi de la refineria de petroli d'Escombreras (1969), el de la fàbrica Iberia Radio (1971), o el de l'edifici Telefònica a la plaça de Catalunya (1973). Durant el seu mandat es va potenciar la prevenció d'incendis i es va crear el Laboratori del Foc.
Es jubilà el 8 d'abril de 1981, en complir els 70 anys, essent el seu successor Jordi Teixidó i Brugués, que des del 1972 era el director adjunt.

## Obra
- Cine Astor Palace, passeig de Fabra i Puig, 141, de Barcelona (1956).[4]

## Reconeixements
La Generalitat de Catalunya li concedí la medalla Francesc Macià 2001, que s'atorga a les persones que s'hagin distingit per la dedicació, la constància i l'esperit d'iniciativa en la seva actuació laboral.